# Priory Heath
Priory Heath is een wijk in Ipswich, een stad in het Engelse graafschap Suffolk. In 2001 telde de wijk 6426 inwoners.